# Sinecura
Una sinecura (del latín sine, ‘sin’, y cura, ‘atención’) se refiere a un trabajo que genera ingresos con poca o ninguna responsabilidad, trabajo o servicio activo.
El término se originó en la iglesia medieval donde se establecía un beneficio (beneficium sine cura) concedida a un clérigo para poder llevar a cabo trabajos de investigación sin tener que proporcionar servicios religiosos o, como se dice, sin cuidar o sin tener almas a cargo.
Históricamente las sinecuras han sido proporcionadas por los gobiernos o los monarcas a cambio de favores políticos. En términos generales, hoy el término designa todas aquellas tareas que no son fatigosas y que tienen poca o ninguna responsabilidad, pero que, sin embargo, garantizan un alto nivel de vida.
Actualmente, en algunos gobiernos, como el Reino Unido y Canadá, las sinecuras tienen un carácter oficial de honor y, como tales, se otorgan a los políticos vinculados al Gobierno.
- Datos: Q923724